# Квіткоїд червоний
Квіткоїд червоний (Dicaeum cruentatum) — вид горобцеподібних птахів родини квіткоїдових (Dicaeidae).

## Поширення
Вид поширений в Південно-Східній Азії від Індії та Непалу до Китаю та Індонезії.Мешкає в субтропічних або тропічних вологих низинних лісах і зрідка в садах.

## Підвиди
Включає шість підвидів:
- D. c. cruentatum (Linnaeus, 1758) — від східних Гімалаїв та Бангладеш до південної частини Китаю, Індокитай, Малайський півострів та М'янма.
- D. c. sumatranum Cabanis, 1877 — Суматра.
- D. c. niasense Meyer de Schauensee & Ripley, 1940 — острів Ніас.
- D. c. batuense Richmond, 1912 — острови Бату і Ментавай.
- D. c. simalurense Salomonsen, 1961 — острів Сімеулуе.
- D. c. nigrimentum Salvadori, 1874 — Борнео.